# Maastrichts zilver
Maastrichts zilver is de aanduiding van zilveren sier- en gebruiksvoorwerpen, die vanaf de 15e eeuw, maar vooral in de 17e en 18e eeuw, in Maastricht zijn vervaardigd.

## Geschiedenis
Maastricht kende van de 16e tot begin 19e eeuw een groot aantal zilversmeden. Deze waren verenigd in het Sint-Eligius-ambacht, dat de opleiding van smeden en de kwaliteit van de geleverde producten streng bewaakte. Het ambacht van de goud- en zilversmeden (in Maastricht bestonden geen gilden maar ambachten) was aanvankelijk onderdeel van het smedenambacht, maar werd in 1662 zelfstandig. Het ambacht controleerde de kwaliteit van het zilver en het vakmanschap van de smid door middel van keurmerken. Dankzij deze keurmerken zijn de objecten te lokaliseren (door middel van de stadskeur), te dateren (de tweejaarlijkse jaarletter) en is ook de maker bekend (het meesterteken). De Maastrichtse stadskeur, een 5-puntige ster, was tevens een garantie voor het zilvergehalte. Een stuk zilver werd in de keurkamer gekeurd door twee keurmeesters, een Luikse en een Brabantse. Een nieuw lid moest, na een 6-jarige leertijd, zijn meesterteken afslaan op de insculpatieplaat (koperen of loden plaat met namen en merken van smeden). Bij de opheffing van het ambacht in 1795 werden twaalf keurstempels, tien toetsnaalden, een hamer, een insculpatieplaat en modellen voor proefstukken aangetroffen.
Het naar alle waarschijnlijkheid oudste voorwerp met de Maastrichtse stadskeur is de zgn. Thomasarm, een zilveren reliekhouder in de vorm van een arm in de schatkamer van de Sint-Servaasbasiliek in Maastricht, waarvan de maker onbekend is. Bij een restauratie in de jaren zeventig, bleek de arm vijf Maastrichtse stadskeuren te hebben. Veel Maastrichts zilver uit die periode is verloren gegaan bij het Beleg van Maastricht (1579) en de daarop volgende driedaagse plundering van de stad.<

## Zilversmeden
De belangrijkste Maastrichtse zilversmeden en hun producten waren:
- 'Meester' Ulricus Peters (geboren te Neurenberg, vóór 1470; gestorven te Maastricht, 1524): verguld zilveren dubbelkruis (in de schatkamer van de Sint-Servaasbasiliek), verguld zilveren beker (geschenk van de stad Hasselt aan prins-bisschop Everhard van der Marck van Luik);
- Onbekende 'Meester van het Scheepje' (actief ±1570-1605): twee monstransen (Rijksmuseum Amsterdam en St.-Pancratiuskerk Heerlen)
- Petrus van Dijck (1604-1664): zilveren ananasbeker (schatkamer Sint-Servaasbasiliek);
- Fredericus Wery (1656-1727): reliekhouder in de vorm van hand (kerk HH. Nicolaas en Barbara, Valkenburg), reliekborstbeeld Sint Gerlachus (St.-Gerlachuskerk, Houthem), broederschapsplaquettes (St.-Matthiaskerk, Maastricht), reliëf met afbeelding Bernini-fontein, Piazza Navona, Rome (collectie Bonnefantenmuseum), reliëf met afbeelding vlucht uit Sodom en Gomorrha (particuliere collectie);
- Gerardus Wery (1662-1718), broer van Fredericus: een tiental monstransen voor de Antonietenkerk, de Kruisherenkerk (thans in de Sint-Medarduskerk in Wessem), de Cellebroederskapel, de Capucijnenkerk, de Sint-Martinuskerk, de Sint-Jacobskapel en kerken in Cadier en Keer, Munsterbilzen, Neeritter en Sint-Huibrechts-Hern; verder enkele honderden zilveren kruisjes voor het Wittevrouwenklooster, bedoeld voor de verkoop aan pelgrims, en een zilveren stralenkrans, een pruikje, twee kroontjes en een sceptertje voor het beeld van de Strerre der Zee.[6]
- Willem de Bor (Tongeren, ±1670, Maastricht, 1742), leerling van Fredericus Wery: avondmaalschotel (St.-Janskerk, Maastricht), kelken, monstransen en ander kerkelijk zilver, theebussen in 'Hollandse' stijl;
- Jan van Gendt (1688-1768): kandelaars, serveerbladen (Bonnefantenmuseum) en avondmaalbeker (NH kerk, Heerlen);
- Johannes Wery (1695-1750), zoon van Fredericus: leverde omstreeks 1737 een monstrans en een miskelk aan het Kruisherenklooster, thans in de kerkschat van de abdij van Burtscheid (Aken); verder broederschapsplaquettes, reliekhouders, serviesgoed;
- Joannes L'Herminotte (1732-1802): siersporen als prijs voor paardenrace (Bonnefantenmuseum), schutterszilver, zilveren koffiekannen;
- François Hourdoucq (Nijvel, 1746; aldaar overleden na 1819): koffiekan (Bonnefantenmuseum), zoutvaatjes en tandenstokerbakje in Lodewijk XVI-stijl;
- Josephus Eymael (1759-1807): schenkkan en terrine uit 1787, als geschenk van het stadsbestuur en het St.-Servaaskapittel aan de gelauwerde Gisbertus van der Vrecken (Bonnefanten).

De laatste jaren is veel onderzoek naar Maastrichts zilver verricht door de Stichting Kerckhoffs Kunstnijverheidsfonds. Deze stichting heeft sinds de overzichtstentoonstelling van 1978 bijna 450 nieuwe voorwerpen van Maastrichtse makelij weten op te sporen. Elk voorwerp wordt bestudeerd, gefotografeerd en onder een uniek KKF-nummer gecatalogiseerd.

## Collecties
Het Bonnefantenmuseum in Maastricht is het belangrijkste museum van Maastrichts zilver. Een zaal van het museum is sinds 2021 ingericht met een permanente presentatie van Maastrichts zilver, voor een deel uit eigen collectie, doch merendeels als bruiklenen van de stichting Bonhomme Tielens. Deze in 1993 door Arnoldine Eras-Bonhomme (1908-1995) opgerichte stichting bezat al van den beginne een collectie Maastrichts zilver, die ze via aankoop van de verzamelingen van Paul Kerckhoffs en Benoit Wesley aanzienlijk wist uit te breiden. De collectie van circa 120 voorwerpen biedt de mogelijkheid de stilistische ontwikkeling van Maastrichts zilver in de achttiende eeuw te volgen, van Lodewijk XIV-stijl, via de Lodewijk XV- en XVI-stijlen, naar het Neoclassicisme en de Empirestijl van de Napoleontische tijd.
Ook de schatkamer van de Onze-Lieve-Vrouwebasiliek, de schatkamer van de Sint-Servaasbasiliek, de Schatkamer van de Sint-Gerlachuskerk in Houthem en diverse musea, kerken en particuliere verzamelaars in binnen- en buitenland hebben Maastrichts zilver in hun collecties. Het Museum aan het Vrijthof, dat in 2012 nog een grote overzichtstentoonstelling van Maastrichts zilver presenteerde, is tegenwoordig alleen nog fotografiemuseum.

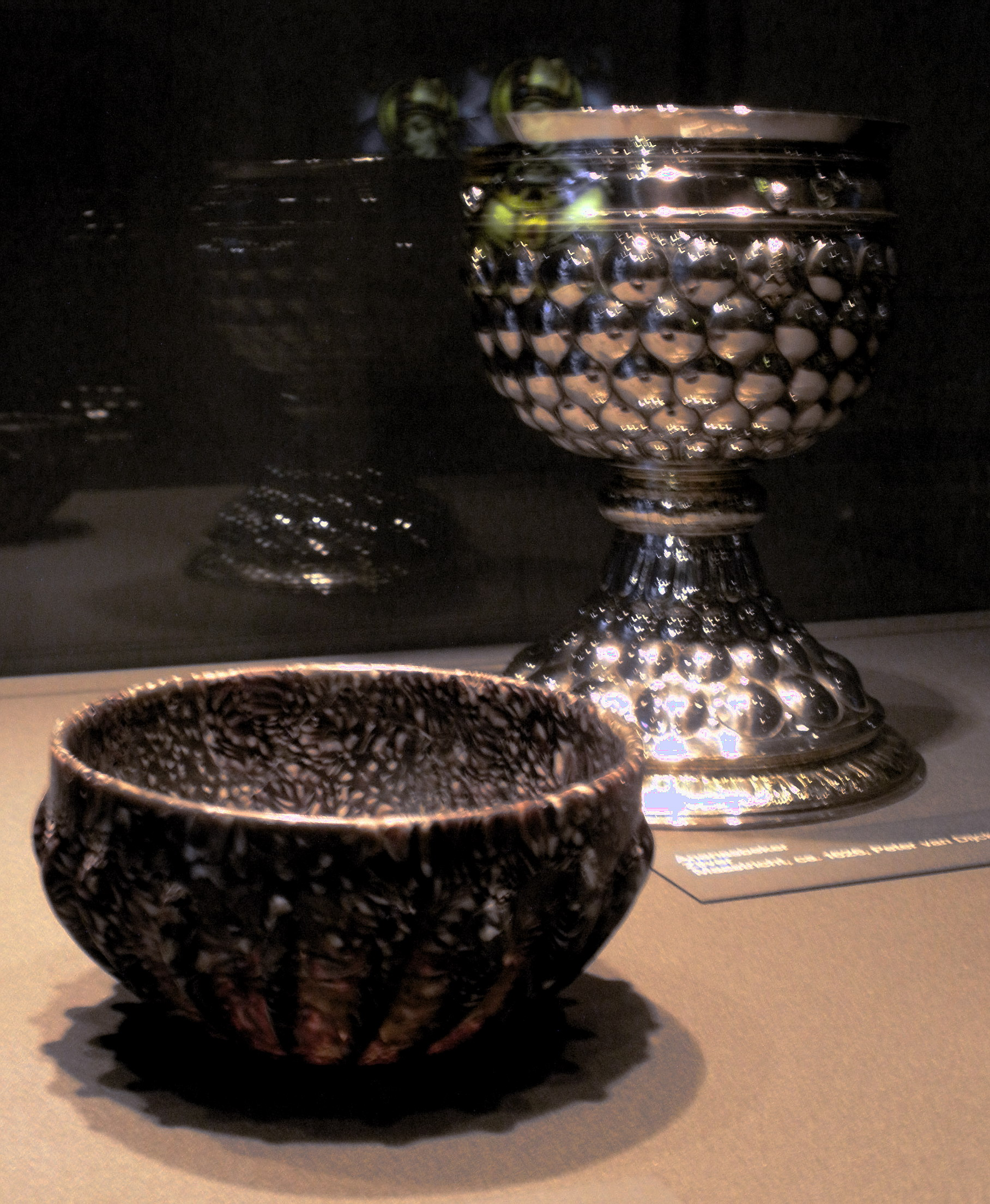
Annanasbeker (Petrus van Dijck, 1626/27), Schatkamer Sint-Servaasbasiliek
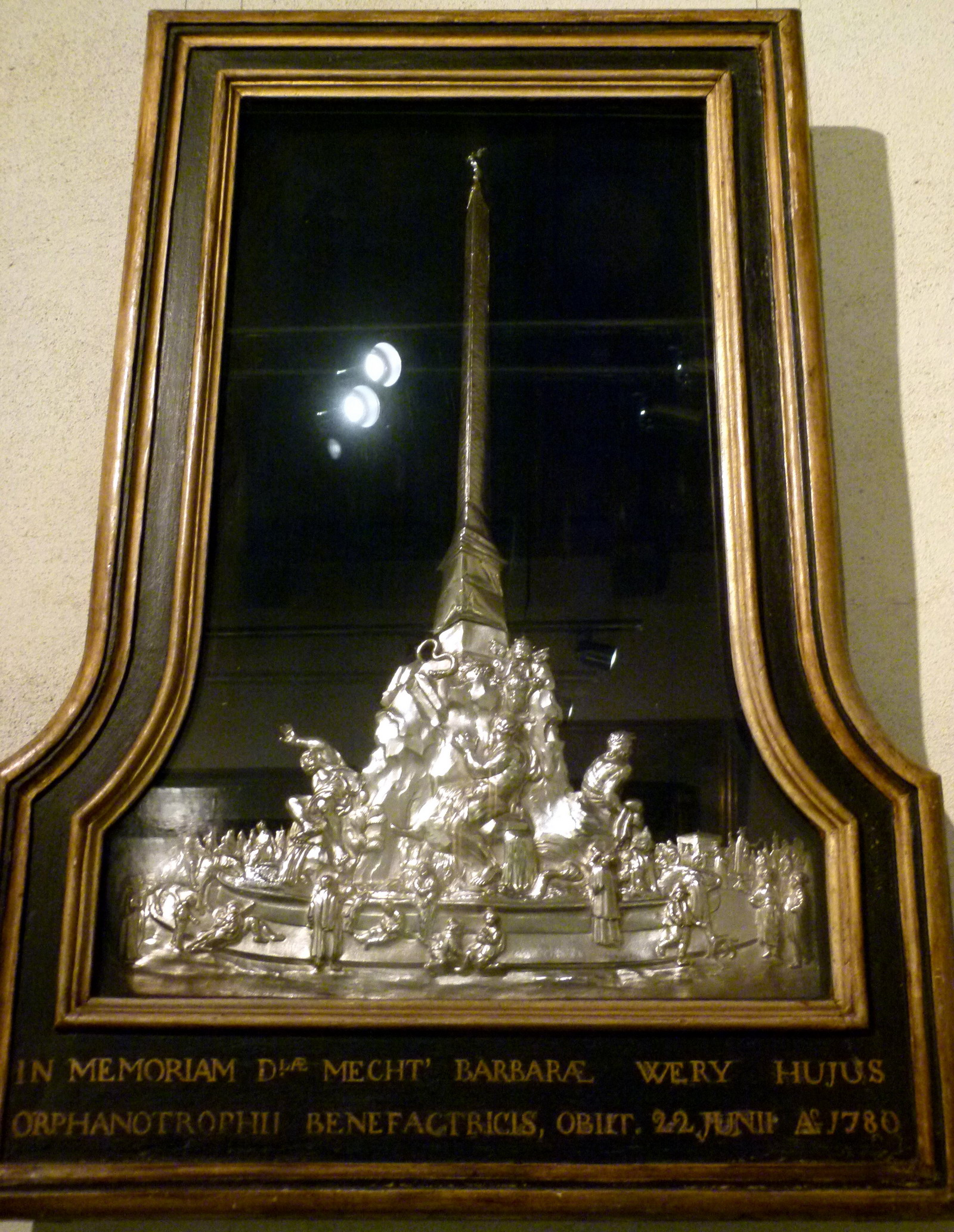
Reliëf Berninifontein (F. Wery, 1710-12), Schatkamer Sint-Servaasbasiliek
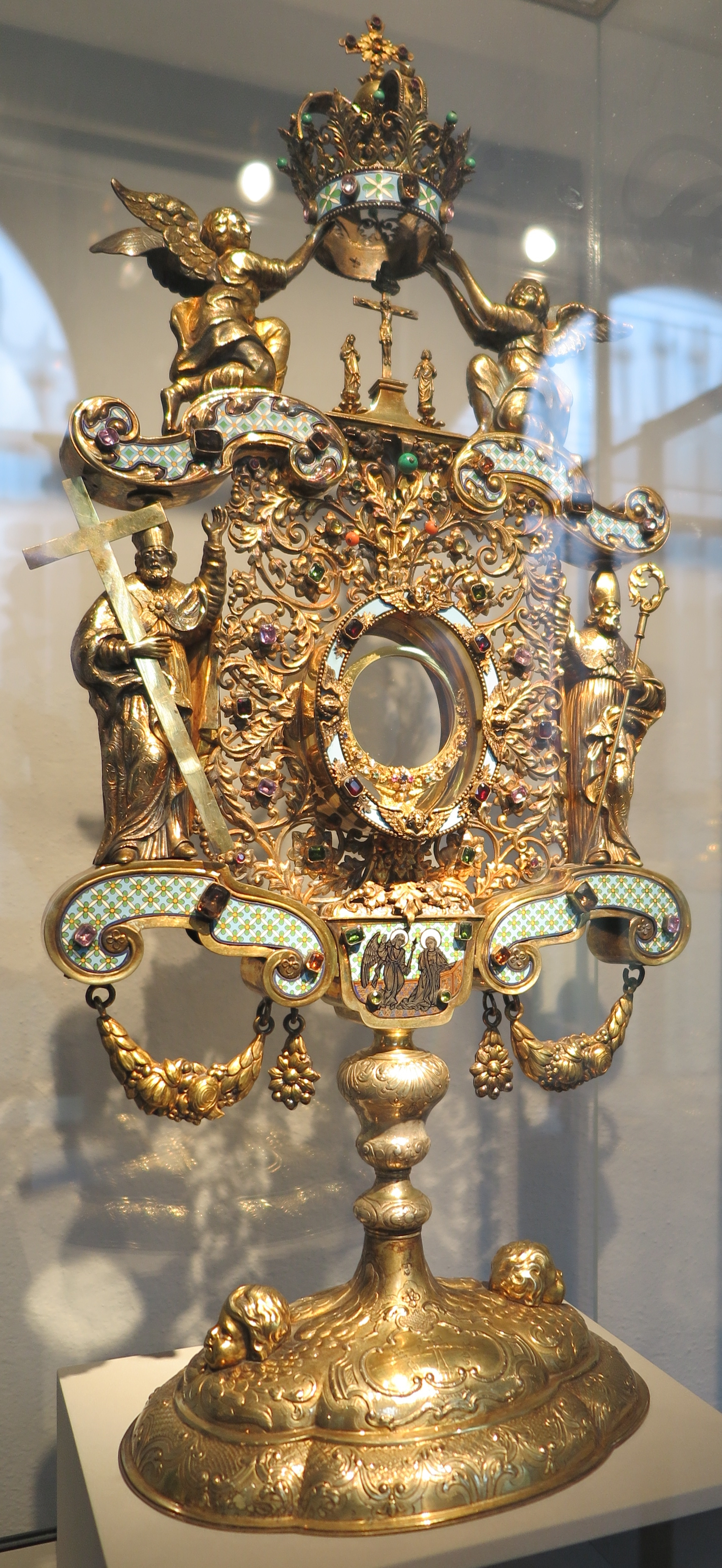
Barokmonstrans (Joh. Wery, 1737), Abdij van Burtscheid
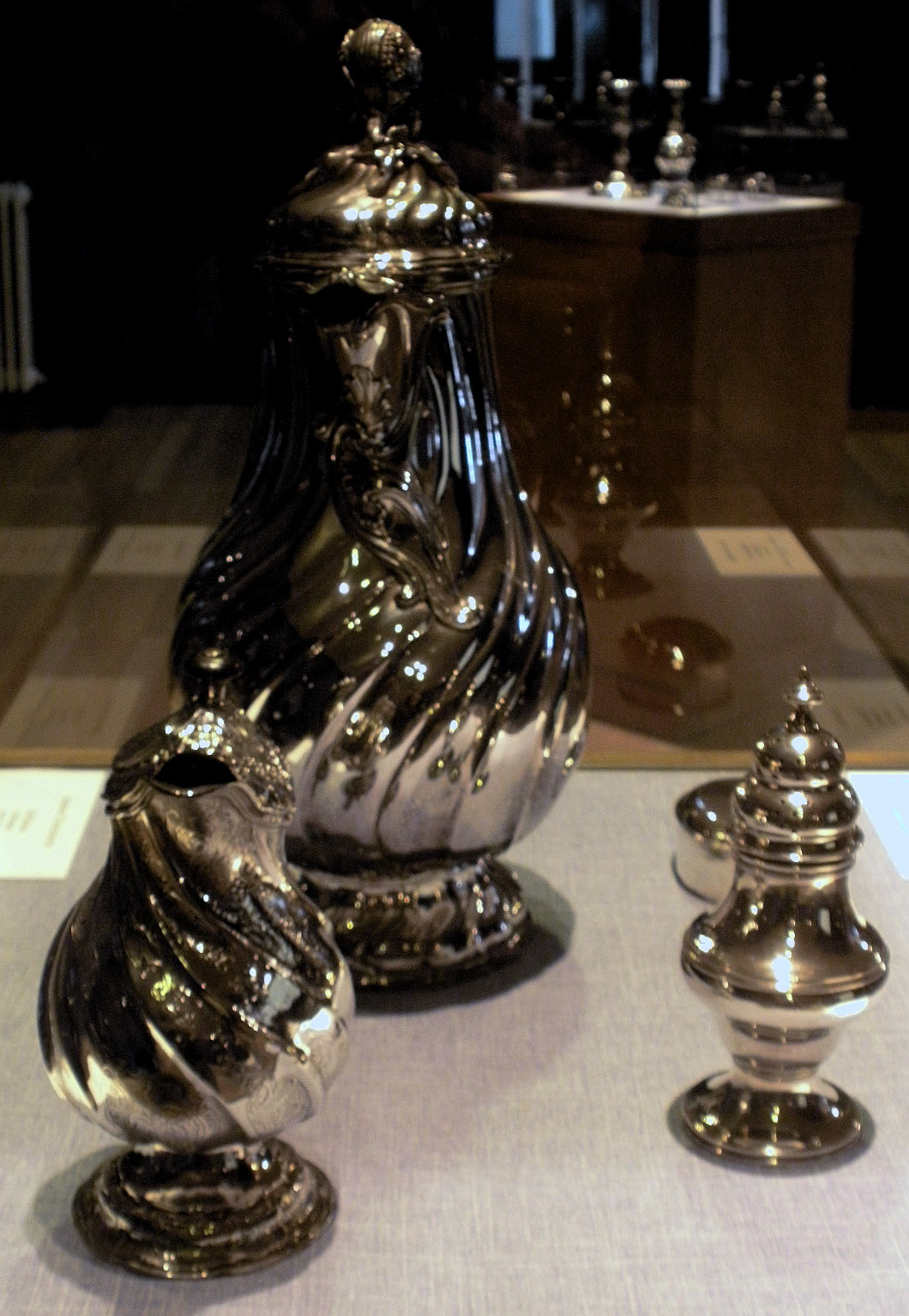
Koffiekan (J. l'Herminotte, 1758-60), Bonnefantenmuseum
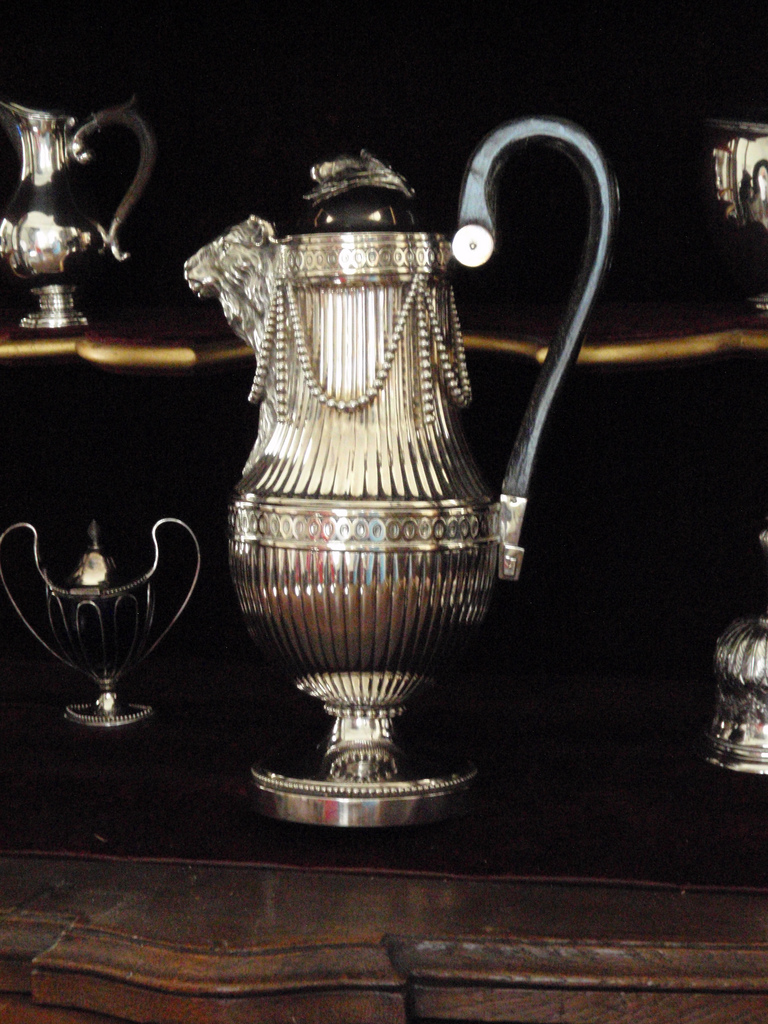
Schenkkan (J.B. Eymael, 1786-88), Bonnefantenmuseum